# 菲希塔赫
菲希塔赫（德語：Viechtach，發音：[ˈfiːçtax] ⓘ）是德国巴伐利亚州下巴伐利亚行政区雷根县的城市，面积62.47平方千米，2023年12月31日人口为8,544人。